# Pericallis appendiculata
Pericallis appendiculata là một loài thực vật có hoa trong họ Cúc. Loài này được (L.f.) B.Nord. mô tả khoa học đầu tiên năm 1978.